# Biennale internationale d'Art contemporain de Florence

Logotype de la Biennale

La Biennale internationale d'Art contemporain de Florence (Biennale dell’ Arte Contemporanea di Firenze) est une biennale  d'art contemporain, une manifestation d'art contemporain qui se déroule   dans  la Fortezza da Basso de Florence depuis 1997 et sous le haut patronage de la présidence italienne.
Ágatha Ruiz de la Prada sera l'invitée d'honneur de la 8e édition qui se déroulera du 3 au 11 décembre 2011.

## Historique

### Biennale de 2009
La 7e édition aura lieu du 5 au 13 décembre 2009, avec 800 artistes de 74 pays.
Font partie du jury : Barbara Rose, Dore Ashton, Teresa Ortega Coca, Veronika Birke (directrice du musée Albertina de Vienne) et Julian Zugazagoitia directeur du musée du Barrio de New-York, et le critique d'art John T. Spike, directeur artistique de la biennale depuis 1999.
Seront reçus comme hôtes d'honneur les artistes Christo et Jeanne-Claude, Richard Anuszkiewicz, David Hockney, Mario Luzi, Alfredo Zalce, Carla Fracci et Ferruccio Soleri.

### Biennale de 2007
Elle s'est déroulée du 1er au 9 décembre 2007, avec  840 artistes provenant de 76 nations ayant exposé  plus de  2 500 œuvres.
Gilbert et George ont reçu le prix  Laurent le Magnifique.
Les œuvres et les parcours artistiques de Frida Kahlo et de  Tina Modotti ont été retracés par deux conférences de Gregorio Luke, directeur de la Molaa de Long Beach.
L’Ars Electronica Center di Linz, le plus ancien musée d'art numérique a organisé à cette occasion le Prix Ars Electronica, l’Ars Electronica Festival et l’Ars Electronica Futurelab, avec 300 m2 d'exposition numérique, d'art et de vidéo interactive.

## Récompenses décernées
- 1997 : Dolores Puthod
- 1999 : Mario Luzi
- 2001 : Marta Marzotto
- 2003 : David Hockney
- 2005 :  Christo et Jeanne-Claude
- 2007 : Gilbert et George